# The Big Three
The Big Three was een merseybeatband uit Liverpool. Ze zijn vooral bekend om hun opname uit 1963 van Some Other Guy en hun nauwe band met The Beatles.

## Bezetting
- Adrian Barber (leadgitaar, zang, 1959-1962)
- Brian Casser (ritmegitaar, zang, 1959-1960)
- Brian J. Hudson (drums, 1959)
- Johnny Hutchinson (drums, zang, 1959-1966)
- Johnny Gustafson (basgitaar, 1959-1963, 1973)
- Brian Griffiths (leadgitaar, zang, 1962-1963, 1973, 1999)
- Faron Ruffley (basgitaar, 1963-1964, 1999)

- Paddy Chambers (leadgitaar, zang, 1963-1964)
- Paul Pilnick (leadgitaar, zang, 1964)
- Ray Marshall (basgitaar, zang, 1964-1966)
- Barry Womersley (echte naam Barry Walmsley ) (leadgitaar, 1964-1966)
- Nigel Olsson (drums, 1973)
- J. Peter Robinson (piano, 1973)
- Arty Davies (drums, 1999)

## Geschiedenis
The Big Three ontstond in 1963 uit de band Cass & the Casanovas, opgericht door Brian Casser, bestaande uit Casser (ritmegitaar, zang), Adrian Barber (leadgitaar, zang) en Brian J. Hudson (drums). De oorspronkelijke bezetting speelde in de St. Georges Hall in Liverpool op 15 mei 1959. Hudson werd in juli 1959 vervangen door Johnny 'Hutch' Hutchinson. De band had behoefte aan een basgitarist en haalde Johnny Gustafson in december. Toentertijd had Gustafson nog geen geschikte basgitaar, dus bezorgde Barber hem een akoestische gitaar. Gustafsons eerste optreden was op 31 december 1959 in The Tower Ballroom in New Brighton.
In mei 1960 deed de band auditie voor Larry Parnes in de Wyvern Social Club in Liverpool met een aantal andere bands, waaronder The Silver Beatles. Hutchinson zat met de band toen drummer Tommy Moore niet kwam opdagen. In december 1960 verliet Casser de band en vertrok naar Londen en aangezien de band verder moest als trio, werd de bandnaam in januari 1961 gewijzigd in The Big Three. Ondanks het geringe aantal leden stonden ze bekend als een van de luidruchtigste, meest agressieve en visueel aantrekkelijkste acts in Liverpool, dankzij Barbers talenten op elektronische gebied. Hij construeerde voor de band reusachtige versterkers van meer dan vijf voet hoog, die hij coffins noemde. Ook voor Paul McCartney bouwde hij er een.
Brian Epstein contracteerde de band voor zijn agentschap en stuurde hen naar Hamburg. Het was tijdens die reis in augustus 1962, toen Barber de band verliet en Brian Griffiths zich bij de band voegde. De optimale bezetting van The Big Three was gerealiseerd. Barber wilde naderhand emigreren naar de Verenigde Staten, waar hij later bekend werd als een opnametechnicus en producent bij Atlantic Records, waar hij het debuutalbum van The Allman Brothers Band in 1969 produceerde.
Epstein organiseerde een auditie voor de band bij Decca Records, waarvoor ze Some Other Guy opnamen. De band was niet blij met de demo-opname en was aangeslagen, toen hen werd verteld dat Decca Records de song wilde uitbrengen en hen geen toestemming gaf voor een verdere opnamesessie. Dus konden ze de song uitbrengen op de wijze, zoals ze dat zelf wilden. De song werd een bescheiden hit en later werd het een standard in het merseybeatcircuit.
The Big Three en Epstein beëindigden hun partnerschap in juli 1963. Gustafson en Griffiths stopten in november 1963 en formeerden met drummer Ian Broad van Rory Storm & the Hurricanes de band The Seniors en gingen naar Duitsland. Hutchinson verving ze met Faron Ruffley en Paddy Chambers van Faron's Flamingos.
Chambers nam afscheid in maart 1964 en werd vervangen door Paul Pilnick  van The All Stars. Pilnick bleef slechts een korte periode en verkaste dan in oktober 1964 naar Tony Jackson & the Vibrations. Ruffley vertrok ook rond dezelfde periode.
Het volgende management-agentschap was Kennedy Street Enterprises. Verschillende muzikanten versterkten de band na het afscheid van Pilnick, waaronder de bassisten John Bradley, Adrian Lord en Mike Bankes. Ray Marshall en Howie Casey speelden saxofoon tijdens een trip naar Duitsland. Barry Womersley was een tijdje gitarist, maar werd vervangen door Brian Griffiths gedurende de periode dat ze werden gemanaged door Chris Wharton. Chris hoopte op Johnny Gustafson, maar dit liep op niets uit. Hutchinson had gespeeld bij The Spidermen, maar hervormde de band met Barry Womersley en Ray Marshall.
Tussen 1964 en 1966 bestond de bezetting uit John Hutchinson, Ray Marshall (zang, bas) en Barry Womersley (leadgitaar). Gedurende 1966 werd de band ontbonden. Hutchinson kreeg een aanbod om toe te treden tot Kingsize Taylor & the Dominoes, maar hij weigerde. In plaats daarvan besloot hij om zich terug te trekken uit de muziekbusiness.
In 1973 werkten Gustafson en Griffiths samen met Elton Johns drummer Nigel Olson en Quatermass-toetsenist J. Peter Robinson voor het reünie-album Resurrection, uitgebracht door Polydor. In 1999 ging Griffiths samen met Faron Ruffley, een ander vroeger Big Three lid, om een klein aantal Big Three-nummers uit te voeren tijdens de Merseycats liefdadigheidsnacht. De drummer voor het rendez-vous was Arty Davis van Faron's Flamingos.
In 2009 publiceerde RPM Records een cd-compilatie onder de naam Cavern Stomp, samengesteld met complete opnamen van The Big Three voor Decca Records, inclusief de reünie-lp voor Polydor.

## Discografie

### Singles
Decca Records
- 1963: Some Other Guy (Leiber, Stoller, Richard Barrett) / Let True Love Begin
- 1963: By the Way / Cavern Stomp
- 1963: I'm With You / Peanut Butter
- 1964: If You Ever Change Your Mind / You've Got to Keep Her under Your Hand

Polydor
- 1973: Some Other Guy / Let It Rock / If You Gotta Make A Fool Of Somebody"

### Ep's
- 1963: At the Cavern (live) (What'd I Say / Don't Start Running Away / Zip A Dee Doo Dah / Reelin' and Rockin') (Decca (mono); heruitgave in 1981)

### Album
- 1973: Resurrection (Polydor)

### Lp-compilatiealbum
- 1982: Cavern Stomp (Edsel Records)

### Cd-compilatiealbum
- 2009: Cavern Stomp (The Complete Recordings) (RPM Records)